# 1,3-Pentadien
1,3-Pentadien ist eine unpräzise Bezeichnung für zwei chemische Verbindungen aus der Gruppe der Diene, die zueinander isomer (Konfigurationsisomere) sind. Sie werden meist cis- bzw. trans-1,3-Pentadien genannt. Das Isomerengemisch wird auch als Piperylen (abgeleitet von Piperin) bezeichnet. Ein Konstitutionsisomer der 1,3-Pentadiene ist der verzweigte Kohlenwasserstoff 2-Methylbutadien (Isopren).

## Geschichte
August Wilhelm Hofmann ließ 1-Methylpiperidin mit Methyliodid zum quartären Ammoniumiodid reagieren und führte die später nach ihm benannte Abbau-Reaktion durch, die Hofmann-Eliminierung. Das gebildete N,N-Dimethylpent-4-enylamin wurde nochmals diesem Abbau unterworfen. Der nach zweimaliger Eliminierung entstehende ungesättigte Kohlenwasserstoff wurde von Hofmann vorläufig als Piperylen bezeichnet; der Name blieb aber noch lange in Gebrauch. Bei der Eliminierung von Trimethylamin aus dem N,N-Dimethylpent-4-enylamin entsteht zunächst 1,4-Pentadien, das aber unter den Reaktionsbedingungen zum 1,3-Pentadien isomeriert.

## Vorkommen

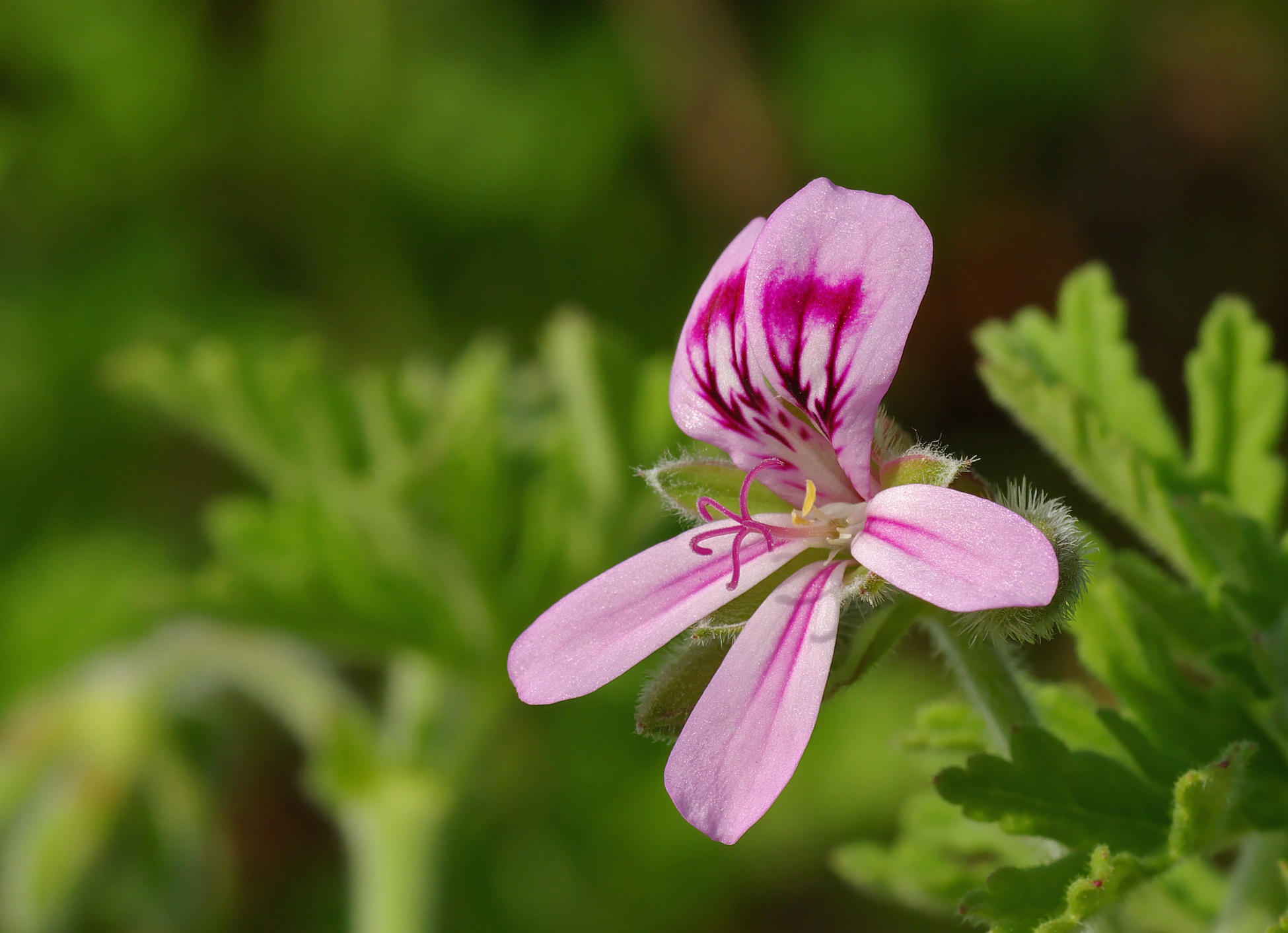
Pelargonium graveolens

1,3-Pentadien kommt natürlich im Öl der Pelargonium graveolens vor.

## Isomere
| Gefahrensymbol | Gefahrensymbol | Gefahrensymbol |

| Gefahrensymbol | Gefahrensymbol |

## Gewinnung und Darstellung
1,3-Pentadien kann durch eine Wittig-Reaktion aus Acetaldehyd, Acrolein oder Crotonaldehyd hergestellt werden, wobei sowohl die Ausbeute als auch die cis/trans-Selektivität in Abhängigkeit von verschiedenen Faktoren (z. B. dem Ausgangsstoff oder dem verwendeten Lösungsmittel) variiert.
Industriell entsteht es als Nebenprodukt des Trennprozesses von rohen C5-Materialien von Pyrolysebenzin (Pygas) – beide Nebenprodukte der Herstellung von Ethylen.
Die Herstellung kann auch durch Methylierung von 1,3-Butadien mit Dimethylsulfoxid in Gegenwart einer Base wie Kalium-tert-butoxid erfolgen, wobei ein Gemisch aus etwa 80 % trans- und 20 % cis-1,3-Pentadien entsteht.
Chemiker der Esso Research and Engineering Company in Linden, New Jersey (USA) berichteten über die Methylierung von 1,3-Butadien und anderen ungesättigten Kohlenwasserstoffen mittels Dimethylsulfoxid. Letzteres wird durch starke Basen deprotoniert, wobei das Dimsylat-Anion entsteht. Dieses wird an das konjugierte Dien addiert.

## Eigenschaften

### Physikalische Eigenschaften
1,3-Pentadien ist eine farblose Flüssigkeit mit Siedepunkt 42–44 °C.
Untersuchungen zur Thermodynamik von Pentadienen in der Gasphase ergaben, dass die molaren Bildungsenthalpien von cis- und trans-1,3-Pentadien sich um 6,95 kJ/mol unterscheiden. Danach ist das trans-Isomer etwas stabiler.

### Chemische Eigenschaften
Beim Erhitzen von cis-1,3-Pentadien auf ca. 250 °C kann ein Wasserstoffatom der Methylgruppe mit der terminalen Methylidengruppe verknüpft werden. Es handelt sich um ein chemisches Gleichgewicht, das thermische 1,5-Wasserstoffverschiebung, kurz 1,5-H-Verschiebung (engl. 1,5-H-Shift) genannt wird. In diesem Fall ließ es sich nur durch Markierung des Pentadiens mit Deuteriumisotopen nachweisen.
Die Reaktion wurde von Robert Burns Woodward und Roald Hoffmann als 1,5-sigmatrope Verschiebung klassifiziert, welche konzertiert und suprafacial erfolgt. Verschiedene quantenchemische Berechnungen haben sich mit dieser Reaktion befasst. (Anmerkung: Die o. g. Isomerisierung von 1,4-Pentadien zu 1,3-Pentadien wäre als suprafaciale 1,3-H-Umlagerung konzertiert nicht möglich; offenbar ist diese Reaktion basenkatalysiert).
1,3-Pentadien reagiert mit molekularem Brom zu diastereomeren 1,2,3,4-Tetrabrompentanen. Diese Tetrabromide spielten schon bei A. W. Hofmanns Konstitutionsbestimmung (s. o.) eine Rolle, um nachzuweisen, dass die Verbindung zwei C=C-Doppelbindungen enthält.
Die wichtigste Reaktion des 1,3-Pentadiens dürfte die Polymerisation zu Polypentadienen sein.
Wie beim Polybutadien können die Verknüpfungen des Monomers in 1,2- und 1,4-Position („1,2-Addition“ bzw. „1,4-Addition“) stattfinden.
Mit Butyllithium initiiert ist eine anionische Kettenpolymerisation möglich.
In Anlehnung an die im Ziegler-Natta-Verfahren verwendeten Katalysatoren wurden mit Cobalt-haltigen Organoaluminium-Verbindungen, die z. B. aus Diethylaluminiumchlorid (AlEt2Cl), oder Triethyl-dialuminiumtrichlorid (Al2Et3Cl3) hergestellt wurden, Katalysatoren entwickelt, mit denen Polymere verschiedener Struktur und Eigenschaften erhalten werden. Kristalline Polymere bestehen aus cis-1,4-syndiotaktischen Strukturelementen, amorphe Polymere sind aus cis-1,4- und 1,2-Einheiten zusammengesetzt. Schwach kristalline Polymere haben eine 1,2-syndiotaktische Struktur.
Mit einem ähnlichen Cobalt-Katalysator wurde trans-1,2-Poly-1,3-pentadien hergestellt.

## Verwendung
1,3-Pentadien, b. z. w. Piperylen dient in erster Linie als Monomer bei der Herstellung von Kunststoffen, Klebstoffen und Harzen. Piperylen-basierte Produkte werden insbesondere in modernen Klebstoffen – wie bei der Herstellung von Briefumschlägen, Paketband und Windelbefestigungen – sowie weltweit in Fahrbahnmarkierungen verwendet. Außerdem wird 1,3-Pentadien zur Herstellung anderer chemischer Verbindungen wie z. B. 2-Methylfuran verwendet.